# Narathura kinabala
Narathura kinabala är en fjärilsart som beskrevs av Druce 1895. Narathura kinabala ingår i släktet Narathura och familjen juvelvingar. Inga underarter finns listade i Catalogue of Life.